# Општина Филипешти (Бакау)
Филипешти (рум. Filipeşti) општина је у Румунији у округу Бакау.
Oпштина се налази на надморској висини од 169 m.